# بیگانه (فیلم ۲۰۲۲)
بیگانه (به کره‌ای: 외계+인 ۱부)-(انگلیسی: Alienoid) یک فیلم اکشن و خیال‌پردازی علمی محصول سال ۲۰۲۲ سینمای کره جنوبی به کارگردانی چوی دونگ-هون با بازی ریو جون-یول، کیم وو-بین، کیم ته-ری، سو جی سوب، یوم جونگ-آه، جو وو-جین و شین جونگ-گون است.
قسمت دوم این فیلم برای اکران در سال ۲۰۲۳ برنامه‌ریزی شده‌است.

## داستان
این فیلم داستان خارق‌العاده‌ای را به تصویر می‌کشد که با باز شدن دروازه‌های زمان بین اواخر گوریو و زمان حال در سال ۲۰۲۲، زمانی که بیگانگان ظاهر می‌شوند، باز می‌شود.

## تولید

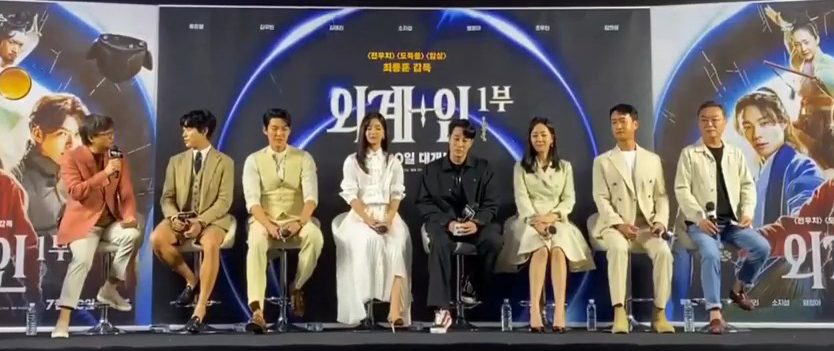
کارگردان و بازیگران فیلم بیگانه، ۲۳ ژوئن ۲۰۲۲

فیلمبرداری در مارس ۲۰۲۰ آغاز شد. هر دو قسمت اول و دوم به مدت ۱۳ ماه به‌طور همزمان فیلمبرداری شدند. فیلمبرداری در آوریل ۲۰۲۱ به پایان رسید. طبق گزارش‌ها، فیلمبرداری در آندونگ، استان گیونگ‌سانگ شمالی انجام شد. هزینه تولید ساخت این دو قسمت ۴۰ میلیارد وون کره جنوبی برآورد شد.

## انتشار
در ۲۰ ژوئیه ۲۰۲۲ در قالب‌های آی‌مکس و 4DX منتشر شد.

## بازخوردها
این فیلم با استقبال متفاوت منتقدان فیلم کره جنوبی مواجه شد. برخی جهان بینی منحصر به فرد بیگانه ارائه شده را ستایش می‌کنند، در حالی که برخی دیگر به پتانسیل سردرگمی از نظر شخصیت‌ها و داستان‌های آن و حواس‌پرتی ناشی از اختلاط بیش از حد عناصر مختلف اشاره می‌کنند. با این حال، به نظر می‌رسید که بسیاری از مخاطبان از تلاش کارگردان برای خلق چیزی جدید قدردانی می‌کنند.